# كونيالتي
كونيالتي هي بلدية ومنطقة في مقاطعة أنطاليا ، تركيا .  مساحتها 546 كم 2 ،  ويبلغ عدد سكانها 204,795 نسمة (2022). 